# Mapleton (Utah)
Mapleton é uma cidade localizada no estado norte-americano de Utah, no Condado de Utah.

## Demografia
Segundo o censo norte-americano de 2000, a sua população era de 5809 habitantes.
Em 2006, foi estimada uma população de 7157, um aumento de 1348 (23.2%).

## Geografia
De acordo com o United States Census Bureau tem uma área de
23,9 km², dos quais 23,9 km² cobertos por terra e 0,0 km² cobertos por água.

## Localidades na vizinhança
O diagrama seguinte representa as localidades num raio de 16 km ao redor de Mapleton.